# Bocvana na Olimpijskim igrama 2016.
Bocvana je nastupila na Ljetnim olimpijskim igrama u Brazilu 2016. godine.

## Atletika
Sljedeći bocvanski atletičari su se kvalificirali za OI 2016.
| Atletičar | Disciplina      | Kvalifikacije | Kvalifikacije | Četvrtfinale | Četvrtfinale | Polufinale | Polufinale | Finale   | Finale  |
| Atletičar | Disciplina      | Rezultat      | Plasman       | Rezultat     | Plasman      | Rezultat   | Plasman    | Rezultat | Plasman |
| --------- | --------------- | ------------- | ------------- | ------------ | ------------ | ---------- | ---------- | -------- | ------- |
|           | 4x400 m štafeta |               |               |              |              |            |            |          |         |